# Leptoclinides marmoreus
Leptoclinides marmoreus är en sjöpungsart som beskrevs av Brewin 1956. Leptoclinides marmoreus ingår i släktet Leptoclinides och familjen Didemnidae. Inga underarter finns listade i Catalogue of Life.